# Nosná raketa
Nosná raketa (též kosmický nosič) je dopravní prostředek, poháněný raketovými motory a určený pro vynášení užitečných nákladů (umělých družic, kosmických sond, kosmických lodí) do vesmíru.
Po technické stránce představuje nosná raketa jednostupňovou nebo vícestupňovou raketu. Většinou jsou tyto dopravní prostředky určeny pro jedno použití, pouze výjimečně jsou některé části nosiče vícenásobně použitelné (viz např. kosmický raketoplán). Aby nosná raketa mohla dopravit užitečné zatížení na oběžnou dráhu, musí dosáhnout minimálně první kosmické rychlosti.

## Historie
| Stát                   | Datum              | Nosná raketa       | Kosmodrom      | Družice      |
| ---------------------- | ------------------ | ------------------ | -------------- | ------------ |
| Sovětský svaz          | 3. října 1957      | Sputnik            | Bajkonur       | Sputnik 1    |
| Spojené státy americké | 31. ledna 1958     | Juno I (Jupiter-C) | Cape Canaveral | Explorer 1   |
| Francie                | 26. listopadu 1965 | Diamant A          | Hammaguir      | Astérix      |
| Japonsko               | 11. února 1970     | Lambda 4S          | Kagošima       | Ósumi        |
| Čína                   | 24. dubna 1970     | Dlouhý pochod CZ-1 | Ťiou-čchuan    | DFH-1        |
| Spojené království     | 28. října 1971     | Black Arrow        | Woomera        | Prospero X-3 |
| ESA                    | 24. prosince 1979  | Ariane 1           | Kourou         | CAT-1        |
| Indie                  | 18. července 1980  | SLV-03             | Šríharikota    | Rohini 1     |
| Izrael                 | 19. září 1988      | Šavit              | Palmachim      | Ofek-1       |
| Ukrajina               | 28. března 1999    | Zenit 3SL          | Sea Launch     | DemoSat      |
| Írán                   | 2. února 2009      | Safir 2            | Semnán         | Omid         |

Většina prvních nosných raket, vyvinutých v druhé polovině padesátých let 20. století, byla odvozena od vojenských balistických raket, zejména mezikontinentálních. První z nich byla raketa Sputnik odvozená z R-7. Rakety rodiny R-7 se poté staly základem pro sovětský kosmický program. V USA byla zahájena přestavba vojenských raket na kosmické až po neúspěchu rakety Vanguard, která byla vyvíjena pro vynášení amerických vědeckých družic téhož jména v rámci Mezinárodního geofyzikálního roku 1957-1958. Mezi prvními přestavěnými byly rakety PGM-11 Redstone, PGM-17 Thor (později rakety Delta) a SM-65 Atlas. V této době začal kosmický závod mezi USA a Sovětským svazem a inženýři na obou stranách museli řešit složité problémy, hlavně s chodem raketových motorů a stabilitou rakety. Koncem padesátých již startovaly první špionážní družice a začínaly první vědecké programy na výzkum vesmíru (Sputnik, Explorer Pionner, Luna). Nejznámějšími raketovými konstruktéry té doby byli Wernher von Braun a Sergej Pavlovič Koroljov. Pod jejichž vedením byly později v šedesátých letech vyvíjeny obrovské rakety pro cesty k Měsíci, sovětská N-1 a americký Saturn V

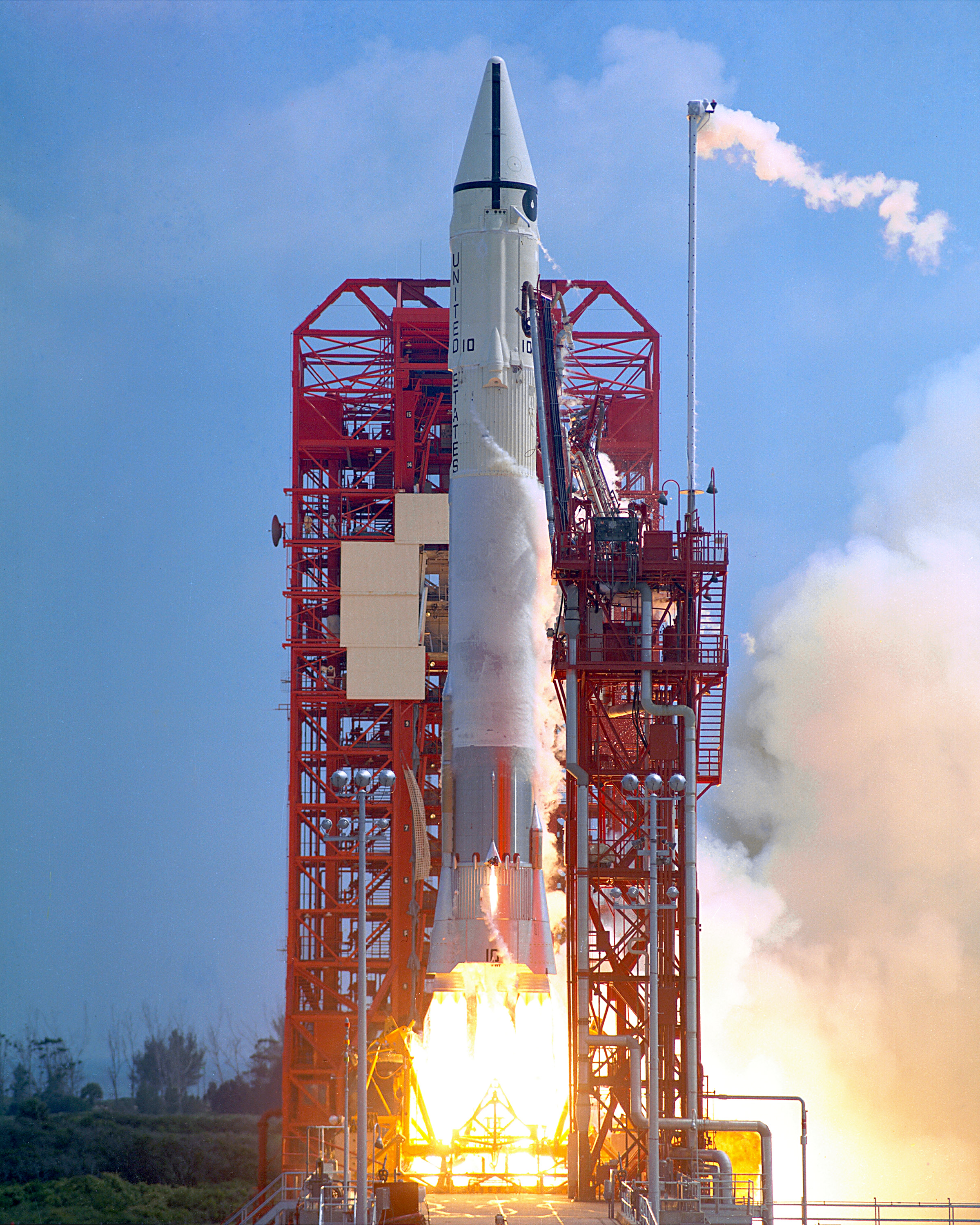
Americká raketa Atlas s druhým stupněm Centaur

V šedesátých létech byly vyvíjeny řadou států nosiče, které nebyly odvozeny od vojenských raket (např. Proton v SSSR, Diamant ve Francii a Saturn a Scout v USA). Přesto však byly vyvíjeny firmami, které měly zkušenosti se stavbou vojenských balistických raket a jejich vývoj byl většinou financován z prostředků určených na obranu. Výjimkou byl americký Saturn I, který byl již od počátku šedesátých let financován výhradně civilní agenturou NASA. V této době bylo zahájeno mnoho programů na výzkum ostatních planet, což kladlo nové požadavky na nosné rakety. Byly proto vyvíjeny silné horní stupně, jako například americký Centaur, díky nimž bylo možno dopravit do kosmu větší a těžší náklady. Nejpoužívanějšími raketami této dekády byly rakety Atlas a Delta na americké straně a rakety rodiny R-7 na sovětské straně. Zároveň probíhal vývoj a testy raket Titan, Proton (nosná raketa) a dalších, které se později staly úspěšnými nosiči. Samostatnou kapitolu tvoří rakety řady Saturn, které byly určeny pouze pro potřeby programu Apollo. Desetiletí bylo ukončeno přistáním na Měsíci a sovětským neúspěchem s N-1.

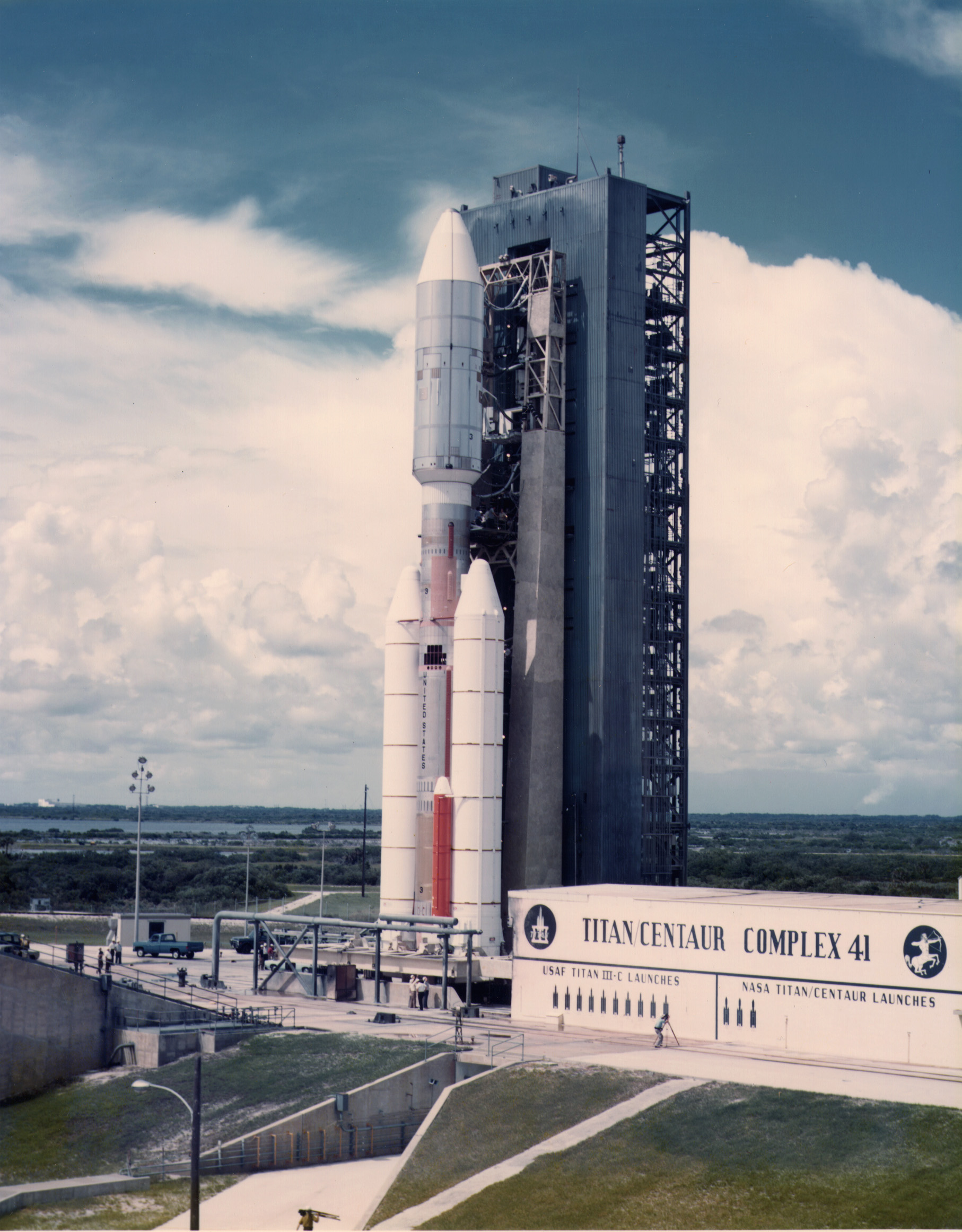
Raketa Titan IIIC

V roce 1975 byl ukončen vesmírný závod, když se americká a sovětská loď setkaly na oběžné dráze při misi Sojuz-Apollo. Sedmdesátá léta pak byla ve znamení pokračujícího výzkumu hlubších částí vesmíru. USA i Sovětský svaz tou dobou vylepšovaly své nosné rakety. Do služby se dostaly nové verze raket Delta, Titan, Atlas, Proton, Sojuz a další. K USA, SSSR a Francii přibyly další země se schopností vypustit náklad do vesmíru pomocí vlastních raket. Byla to Velká Británie, Čínská lidová republika a Japonsko. Roku 1979 odstartovala první raketa Ariane, čímž se do „kosmického klubu“ zapsala, jako první mezinárodní organizace, evropská agentura ESA.
V osmdesátých létech 20. století začaly pronikat na toto pole i komerční organizace, zejména v souvislosti s rostoucími požadavky na vypouštění stacionárních telekomunikačních družic. Na poli pilotovaných kosmických letů byly nosné rakety používané pouze Sovětským svazem, který používal prověřenou raketu Sojuz (nosná raketa). Naproti tomu, přešla americká NASA na lety pomocí opakovatelně použitelného raketoplánu Space Shuttle. Nehoda raketoplánu Challenger však způsobila dočasné snížení americké nosné kapacity a vyústila ve vývoj několika nových raket. Byla to řada Delta II, Titan 4 a Atlasy I a II. V Evropě pokračoval vývoj raket řady Ariane. Do „kosmického klubu“ přibyla Indie a Izrael. Sovětský svaz pokračoval ve zdokonalování svých úspěšných a prověřených raket Sojuz a Proton, ale také pracoval na vývoji vlastního raketoplánu Buran, jenž měl být vynášen raketou Eněrgija. Eněrgija se sice nakonec neuplatnila, ale její vývoj přinesl novou raketu Zenit, která byla odvozena z pomocného motoru Eněrgije.
Pád sovětského svazu na počátku devadesátých let přinesl uvolnění i na poli raketové techniky. Nově vzniklá samostatná Ukrajina vypustila svou první kosmickou nosnou raketu v roce 1999. Devadesátá léta také otevřela cestu ke komerčnímu využití mezikontinentálních balistických raket, které byly vyřazovány na obou stranách. Takto vznikly například ruské rakety Rokot a Dněpr (raketa) a v USA byly soukromými společnostmi vyvinuty rakety Pegasus, Taurus a Athena. Uvolnění napětí mělo také pozitivní vliv na obchod mezi Ruskem a USA. Výsledkem byly nosné rakety Atlas III a Atlas V, které byly vybaveny motory RD-180 ruské výroby. V Číně se do služby dostaly rakety řady Čchang Čeng 2 a Čchang Čeng 3.
V současnosti disponuje vlastními nosnými prostředky devět států světa, jedna nadnárodní organizace a další země svoje nosné prostředky vyvíjejí.

## Současné nosné rakety

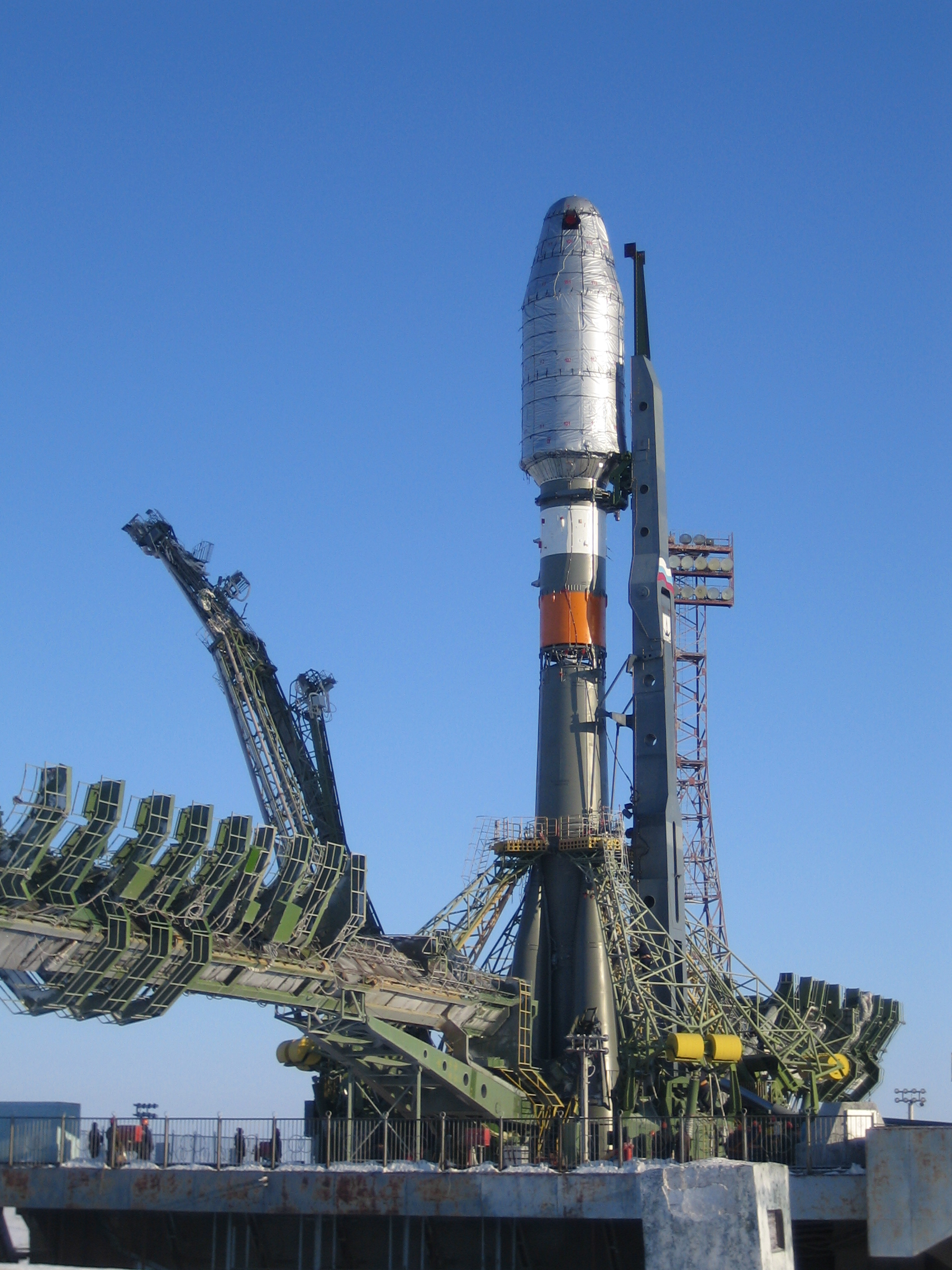
Sojuz 2 (Rusko)

V současné době jsou dominantními provozovateli nosných raket stále Spojené státy americké a Rusko. Pilotované lety, zejm. pro obsluhu Mezinárodní kosmické stanice v současnosti provádí jen Rusko s raketami Sojuz a společnost SpaceX. USA respektive NASA si prostor na těchto raketách pro své potřeby pronajímá. ISS také zásobují rakety Falcon americké společnosti SpaceX a Antares americké společnosti Northrop Grumman. Mezi Ruské nosné rakety patří například řady Sojuz, Proton a Rokot. Řada Sojuz pochází z balistické rakety R-7 a v současné době se používá v kombinaci se stupněm Fregat. Podle verze se označuje Sojuz U, Sojuz FG, a nejnovější Sojuz 2. Nejčastější náklady tvoří kosmické lodi Sojuz a Progres směřující k ISS a dále vojenské a komerční družice. Rakety Proton a Rokot jsou vyvinuty z vojenských raket UR 100 a UR 500 a jejich hlavní náklady tvoří komerční satelity.

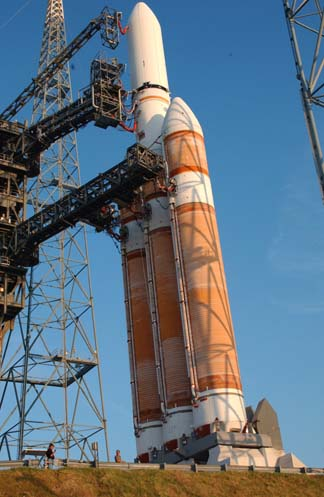
Delta IV (USA)

Americké rakety patří, stejně jako Ruské, do dlouhé vývojové linie, která začíná již v polovině padesátých let dvacátého století. Patří mezi ně rodiny raket Delta a Atlas, jejichž soušasnými zástupci jsou Delta II, Delta IV a Atlas V. Tyto rakety jsou provozovány soukromou společností United Launch Alliance, která zajišťuje výrobu i provoz. Náklady tvoří vojenské, vědecké a komerční družice a meziplanetární sondy. Řada slabších nosných raket je provozována společností Orbita Science. Patří sem ze vzduchu odpalovaná raketa Pegasus a konvenčně startující Taurus a Minotaur. Tyto rakety jsou používány pro malé komerční a vědecké satelity. V roce 2008 vstoupila svým prvním úspěšným startem na trh nová raketa Falcon 1, společnosti SpaceX, ale vykonala jen dva úspěšné lety, poté byl její provoz ukončen. V současné době provozuje SpaceX střední v raketu Falcon 9. NASA provozovala do roku 2011 raketoplány Space Shuttle, jejich užívání skončilo s poslední misí raketoplánu Atlantis 21. července 2011. Původně, v rámci programu Constellation, začal už v době provozu raketoplánů vývoj raket Ares I a Ares V, prezidentský návrh rozpočtu z února 2010 už ale tento program nezahrnoval a návrh raket Ares I a Ares V byl v roce 2011 transformován do rakety SLS, která je v současné době vyvíjená a měla by umožnit lety s lidskou posádkou dále od Země.

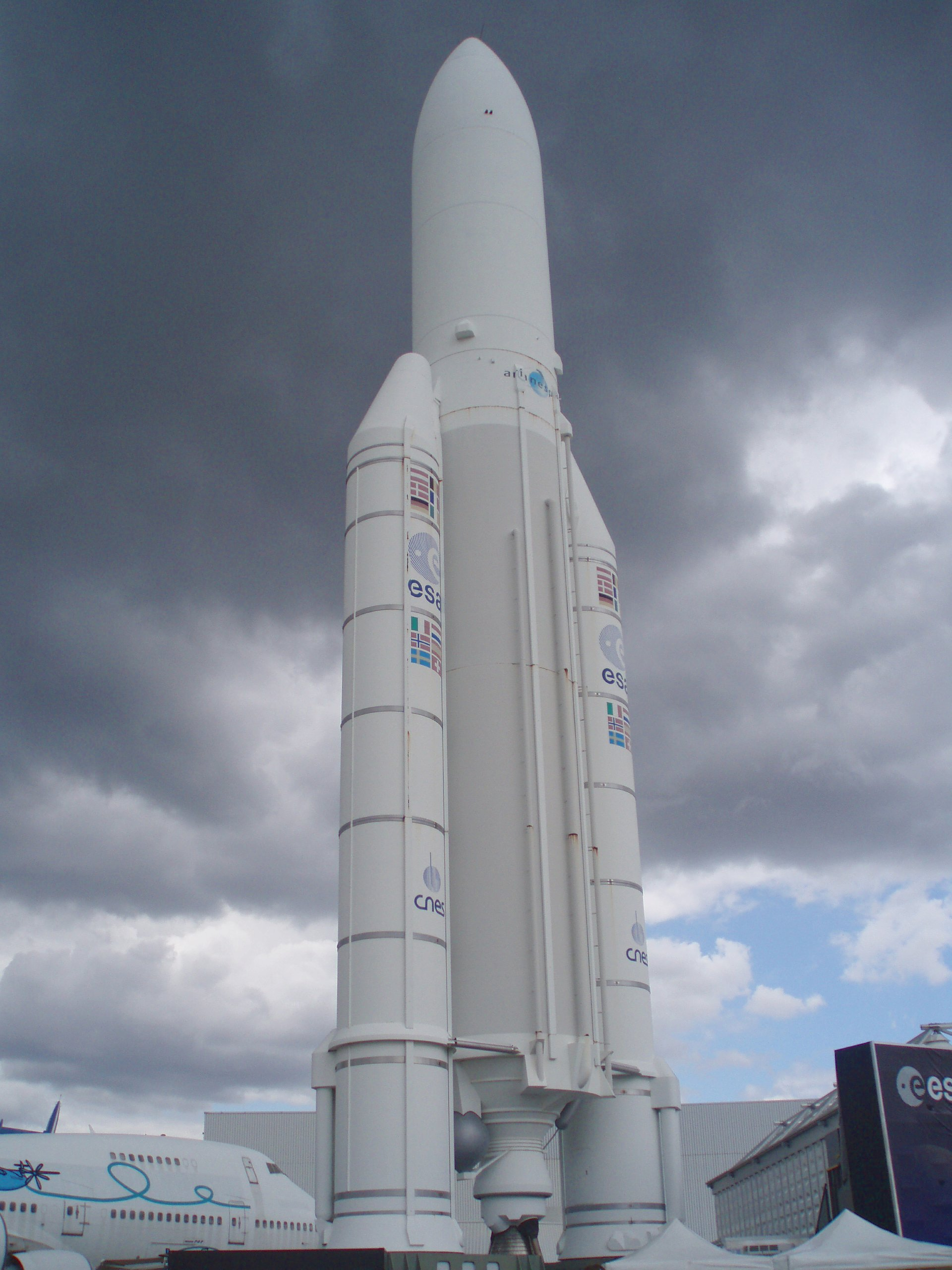
Ariane 5 (ESA)

Dalšími provozovateli nosných raket jsou ESA, Ukrajina, Čína, Japonsko a mezinárodní konsorcium Sea Launch. ESA používá raketu Ariane 5, jejíž kapacita je využívána k vynášení komerčních i vědeckých družic a dříve také zásobovací lodi ATV k ISS. Dále pak disponuje lehkou raketou na tuhá paliva Vega (raketa) středním Sojuz 2. Ukrajina provozuje rakety Dněpr a Zenit. Ukrajinské rakety vycházejí, podobně jako Ruské, ze sovětských balistických raket a raketa Zenit je odvozena z pomocného startovacího stupně rakety Eněrgia. Zenit je používán také konsorciem Sea Launch, které je odpaluje z plovoucí základny. Čína je po USA a Rusku jedinou zemí, která je schopna vyslat loď s posádkou. Rodinu raket Čchang Čeng používá Čína již od sedmdesátých let a v současné době jsou v aktivní službě verze Čchang Čeng 2, Čchang Čeng 3 a Čchang Čeng 4. Čchang Čeng 2 slouží pro vynášení kosmické lodi Šen-čou. Volná kapacita slouží ke komerčním účelům. Japonsko začalo v roce 2001 provozovat nové rakety rodiny H-IIA, navržené pro vynášení nákladů na geostacionární oběžnou dráhu. Rakety jsou využívané pro vynášení vojenských, komerčních i vědeckých družic. Dalšími zeměmi schopnými dopravit náklad alespoň na nízkou oběžnou dráhu jsou Izrael, Indie a Írán. V roce 2012 Severní Korea úspěšně vyslala vlastní družici. V roce 2013 také Jižní Korea úspěšně vyslala vlastní družici. Brazílie vyvíjí vlastní nosnou raketu na základě rodiny sondážních raket VLS, měla by mít nosnost kolem 380 kilogramů na nízkou oběžnou dráhu.

## Srovnání
Porovnání vybraných typů moderních nosných raket:
| Raketa                                  | LEO [kg] | GTO [kg] | Úspěšnost |
| --------------------------------------- | -------- | -------- | --------- |
| Atlas V                                 | 20 050   | 8 200    | 98 %      |
| Delta II                                | 6 100    | 2 170    | 99%       |
| Delta IV                                | 25 800   | 10 850   | 97%       |
| Falcon 9                                | 22 800   | 8 300    | 99%       |
| Falcon Heavy                            | 64 000   | 22 200   | 100%      |
| Sojuz U/FG                              | 7 800    |          | 99%       |
| Proton-M                                | 23 000   | 6 000    | 90%       |
| Angara 5                                | 24 500   | 7 500    |           |
| Ariane 5                                | 21 000   | 10 500   | 95%       |
| Zenit                                   | 13 740   | 5 250    | 86%       |
| Dlouhý pochod 2C                        | 2 400    |          | 98%       |
| Dlouhý pochod 3B                        | 12 000   | 5 100    | 96%       |
| H-IIA                                   | 15 000   | 6 000    | 97%       |
| Polar Satellite Launch Vehicle          | 3 250    | 1 060    | 94%       |
| Geosynchronous Satellite Launch Vehicle | 5 100    | 2 500    | 66%       |
| LVM 3                                   | 8 000    | 4 000    | 100%      |
| 1. 2.                                   |          |          |           |